# Sint-Annakapel (Venray, Sint Servatiusweg)

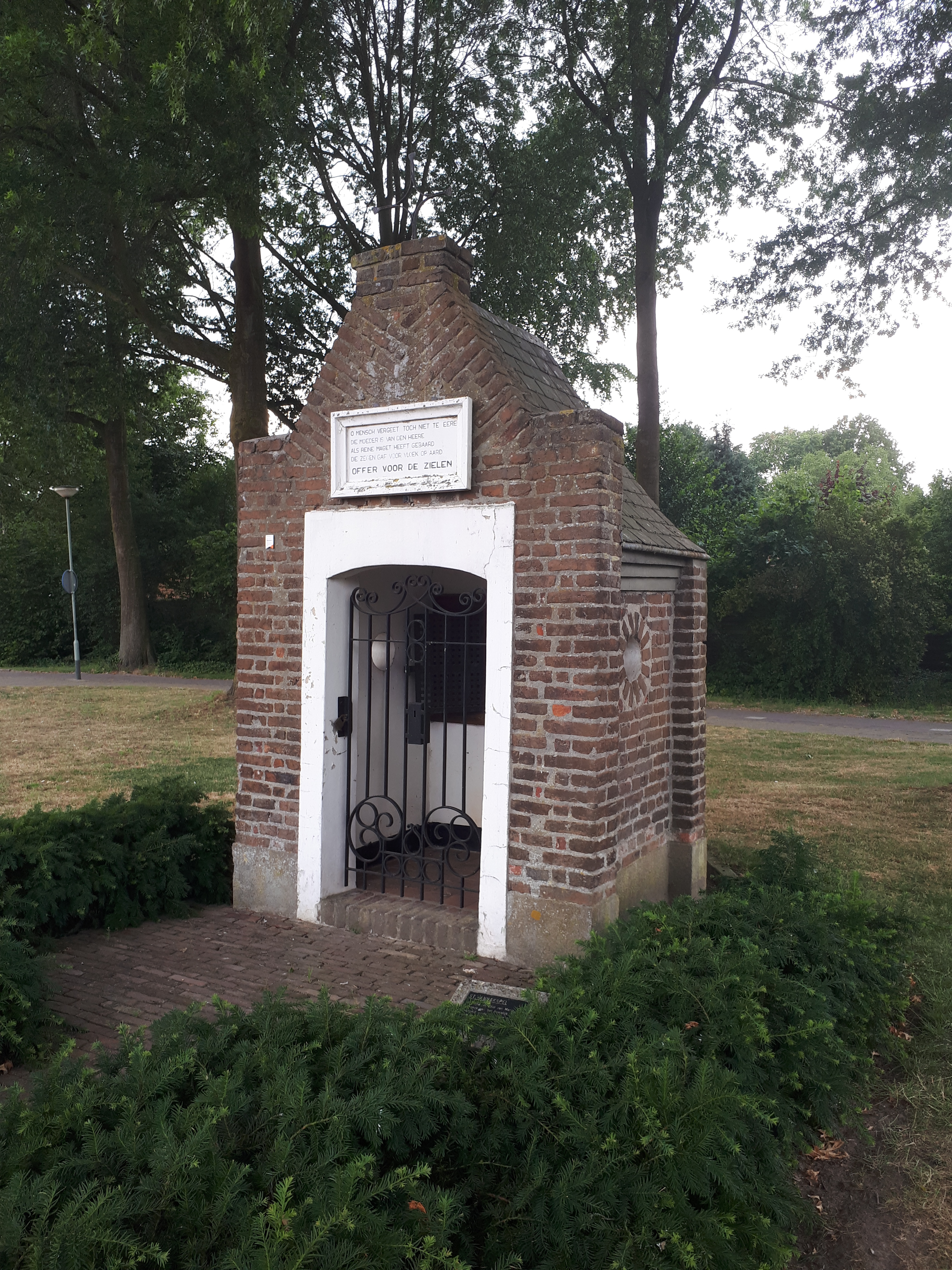
Sint-Annakapel

De Sint-Annakapel is een kapel aan de zuidrand van de wijk Sint Antoniusveld in Venray in de Nederlands Noord-Limburgse gemeente Venray. De kapel staat aan de Sint Servatiusweg nabij de plaats waar deze weg uitkomt op de Henri Dunantstraat.
De kapel is gewijd aan Sint-Anna.
De kapel werd door bedevaartgangers onderweg naar Kevelaer (vanuit Helmond) gebruikt als rustpunt op hun reis.

## Geschiedenis
In de 17e eeuw zou er volgens sommige bronnen reeds een Sint-Annakapel zijn geweest.
Rond 1850 werd een nieuwe kapel gebouwd.
Op 8 november 1973 werd de kapel ingeschreven in het rijksmonumentenregister.
In 1986 werd de kapel vernieuwd.
In 2002 werd de kapel 30 meter verplaatst om ruimte te maken voor het verkeer.

## Bouwwerk
De bakstenen kapel is gebouwd op een rechthoekig plattegrond met een driezijdige sluiting en wordt gedekt door een schilddak met leien. Op de zes hoeken zijn er haakse steunberen/lisenen aangebracht die doorlopen tot de dakrand. In de twee zijgevels is elk een rond venster aangebracht. De topgevel is een schoudergevel met vlechtingen met op de top van de frontgevel een smeedijzeren kruis aangebracht. De ingang heeft een segmentboog omgeven door een gecementeerde lijst en wordt afgesloten door een hek van siersmeedwerk. Boven de ingang is een bordje opgehangen waarop een spreuk staat.

O MENSCH VERGEET TOCH NIET TE EERE
DIE MOEDER IS VAN DEN HEERE
ALS REINE MAGET HEEFT GEBAARD
DIE ZEGEN GAF VOOR VLOEK OP AARD
OFFER VOOR DE ZIELEN
— Spreuk op bordje boven de ingang

Van binnen is de kapel wit geschilderd. In de achterwand bevindt zich een rechthoekige nis die afgesloten wordt door een smeedijzeren hekwerk. In de nis bevindt zich een beeldje van Anna te Drieën.